# بيتر إتش أيرونز
بيتر إتش أيرونز (بالإنجليزية: Peter H. Irons)‏ هو عالم سياسة ومؤرخ أمريكي، ولد في 11 أغسطس 1940.